# منظر طبيعي

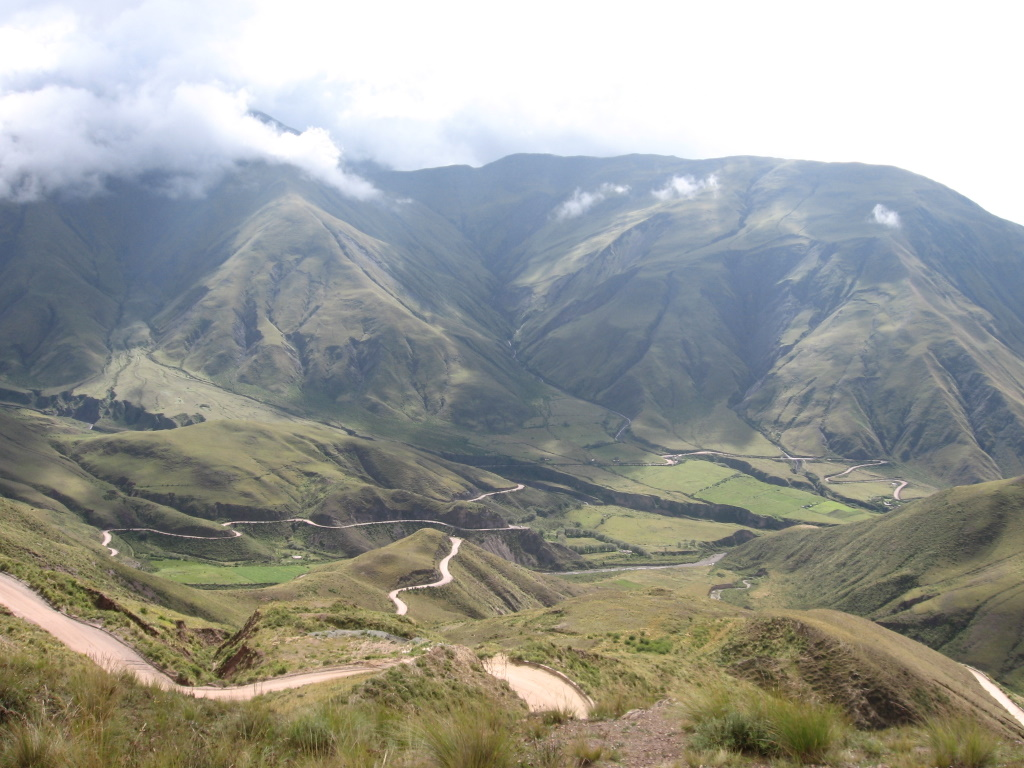
منظر طبيعي سياحي بمحافظة سالتا بالأرجنتين.

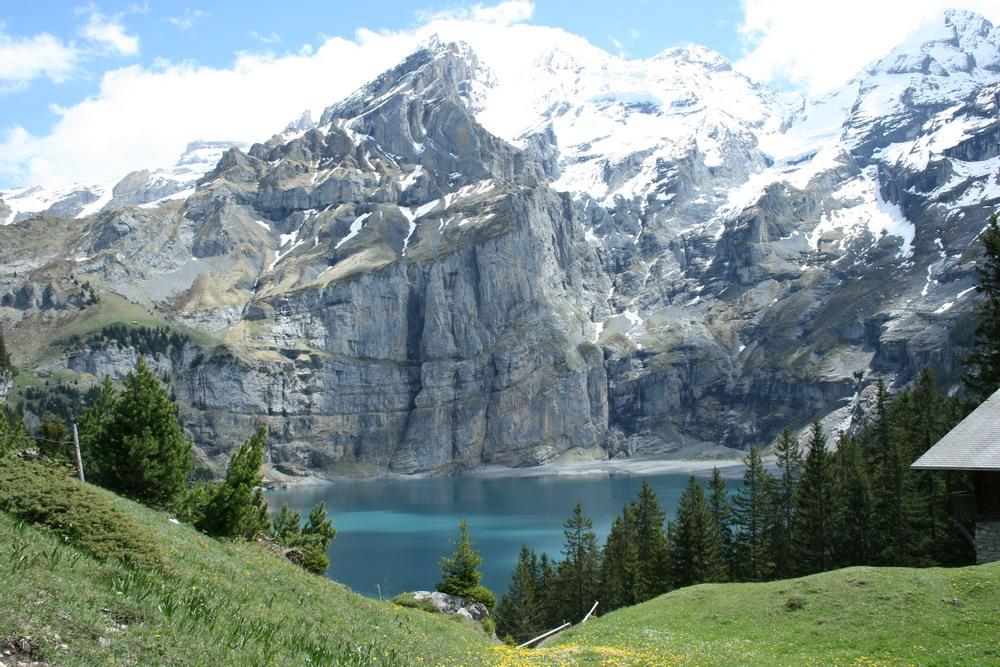
بحيرة أوشینن في جبال الألب السويسرية، مثالا على المناظر الطبيعية المتنوعة جدا.

المنظر الطبيعي  أو المشهد الطبيعي يشمل المعالم الظاهرة في مساحة من الأرض، بما في ذلك العناصر المادية، مثل التضاريس، والعناصر الحية من النباتات والحيوانات، والعناصر المجردة مثل الإضاءة وحالة الطقس، والعناصر البشرية مثل النشاط البشري والمساحة المبنية..